# 皮尼利亚德尔坎波
皮尼利亚德尔坎波，是西班牙卡斯蒂利亚-莱昂索里亚省的一个市镇。总面积19平方公里，总人口23人（2001年），人口密度1人/平方公里。